# Nauka o materijalima
Nauka o materijalima je interdisciplinarna nauka, koja izučava osobine materije i njenu primenu na razna područja nauke i inženjerstva. Ona se koristi elementima primenjene fizike i hemije, kao i hemijskog, mehaničkog, građevinskog i električnog inženjerstva. Kako je pažnja medija u sve većoj meri usredsređena na nanonauku i nanotehnologiju, nauka o materijalima dobija sve veći značaj na svim univerzitetima.

## Istorija
Čitave ere u istoriji Zemlje dobijale su naziv po materijalu, koji je tada bio najzastupljeniji: kameno doba, bronzano doba i doba čelika su primeri. Nauka o materijalima je jedna od najstarijih formi inženjerstva i primenjene nauke. Savremena nauka o materijalima izrasla je, direktno, iz metalurgije, dok je metalurgija izrasla iz rudarstva. Pivotalno otkriće u razumijevanju materijala dogodilo se u kasnom 19. veku, kada je Vilard Gibs pokazao da termodinamičke osobine atomske strukture u raznim fazama uslovljavaju fizička svojstva materijala. Značajni elementi savremene nauke o materijalima su ishod svemirske trke: shvatanje i inženjerstvo metalnih legura i ostalih materijala, koji su ulazili u konstrukcije svemirskih vozila. Nauka o materijalima je omogućila ova istraživanja, te je učestvovala i u razvoju drugih revolucionarnih tehnologija, kao što su plastika, poluprovodnici i biomaterijali.
Pre 60-tih godina 20. veka (u nekim slučajevima i decenijama kasnije), delovi nauke o materijalima bili su nazivani metalurškim, zbog naglaska na upotrebi metala iz 19. i ranog 20. veka. Od tada, ova nauka se proširila, te danas obuhvata sve vrste materijala, uključujući: keramiku, polimere, poluprovodnike, magnetne materijale, materijale za medicinske implante, te biološke materijale.
Rast nauke o materijalima u Sjedinjenim Državama je delimično katalizovan od strane Agencije za napredne istraživačke projekte, koja je finansirala niz univerzitetskih laboratorija u ranim 1960-im, „kako bi proširila nacionalni program osnovnih istraživanja i obuke u naukama o materijalima.” U poređenju sa mašinstvom, nova oblast nauke o materijalima fokusirala se na rešavanje materijala sa makro nivoa i na pristup da se materijali dizajniraju na osnovu znanja o ponašanju na mikroskopskom nivou. Zbog proširenog znanja o vezi između atomskih i molekularnih procesa, kao i ukupnih svojstava materijala, dizajn materijala je počeo da se zasniva na specifičnim željenim osobinama. Polje nauke o materijalima se od tada proširilo na sve klase materijala, uključujući keramiku, polimere, poluprovodnike, magnetne materijale, biomaterijale i nanomaterijale, generalno klasifikovane u tri različite grupe: keramiku, metale i polimere. Istaknuta promena u nauci o materijalima tokom poslednjih decenija je aktivna upotreba kompjuterskih simulacija za pronalaženje novih materijala, predviđanje svojstava i razumevanje fenomena.

## Osnove
Materijal se definiše kao supstanca (najčešće čvrsta, ali se mogu uključiti i druge kondenzovane faze) koja je namenjena da se koristi za određene primene. Postoji bezbroj materijala oko nas; mogu se naći u bilo čemu, od zgrada i automobila do svemirskih letelica. Glavne klase materijala su metali, poluprovodnici, keramika i polimeri. Novi i napredni materijali koji se razvijaju uključuju nanomaterijale, biomaterijale i energetske materijale.
Osnova nauke o materijalima je proučavanje interakcije između strukture materijala, metoda obrade za izradu tog materijala i rezultujućih svojstava materijala. Kompleksna kombinacija ovih proizvoda daje performanse materijala u specifičnoj primeni. Mnoge karakteristike na mnogim skalama dužine utiču na performanse materijala, od sastavnih hemijskih elemenata, njegove mikrostrukture i makroskopskih karakteristika od obrade. Zajedno sa zakonima termodinamike i kinetike, naučnici koji se bave materijalima teže razumevanju i poboljšanju materijala.

### Struktura
Struktura je jedna od najvažnijih komponenti oblasti nauke o materijalima. Sama definicija ove oblasti smatra da se bavi istraživanjem „odnosa koji postoje između struktura i svojstava materijala“. Nauka o materijalima ispituje strukturu materijala od atomske skale, pa sve do makro skale. Karakterizacija je način na koji naučnici ove oblasti ispituju strukturu materijala. Ovo uključuje metode kao što su difrakcija rendgenskim zracima, elektronima ili neutronima, i različite oblike spektroskopije i hemijske analize kao što su Ramanova spektroskopija, energetski disperzivna spektroskopija, hromatografija, termalna analiza, analiza elektronskim mikroskopom itd.
Struktura se proučava na sledećim nivoima.

#### Atomska struktura
Atomska struktura se bavi atomima materijala i načinom na koji su raspoređeni da nastanu molekuli, kristali, itd. Veliki deo električnih, magnetnih i hemijskih svojstava materijala proizilazi iz ovog nivoa strukture. Uključene skale dužine su u angstromima (Å). Hemijska veza i atomski raspored (kristalografija) su fundamentalni za proučavanje svojstava i ponašanja bilo kog materijala.

##### Vezivanje
Da bi stekao potpuno razumevanje strukture materijala i kako je ona povezana sa svojim svojstvima, naučnik o materijalima mora da prouči kako su različiti atomi, joni i molekuli raspoređeni i povezani jedni sa drugima. Ovo uključuje proučavanje i upotrebu kvantne hemije ili kvantne fizike. Fizika čvrstog stanja, hemija čvrstog stanja i fizička hemija su takođe uključeni u proučavanje vezivanja i strukture.

##### Kristalografija
Kristalografija je nauka koja ispituje raspored atoma u kristalnim čvrstim materijama. Kristalografija je koristan alat za naučnike o materijalima. U pojedinačnim kristalima efekte kristalnog rasporeda atoma je često lako videti makroskopski, jer prirodni oblici kristala odražavaju atomsku strukturu. Dalje, fizička svojstva su često kontrolisana kristalnim defektima. Razumevanje kristalnih struktura je važan preduslov za razumevanje kristalografskih defekata. Materijali se uglavnom ne javljaju kao pojedinačni kristali, već u polikristalnom obliku, kao agregat malih kristala ili zrna različite orijentacije. Zbog toga, metoda difrakcije praha, koja koristi uzorke difrakcije polikristalnih uzoraka sa velikim brojem kristala, igra važnu ulogu u određivanju strukture. Većina materijala ima kristalnu strukturu, ali neki važni materijali ne pokazuju pravilnu kristalnu strukturu. Polimeri pokazuju različite stepene kristalnosti, a mnogi su potpuno nekristalini. Staklo, neka keramika i mnogi prirodni materijali su amorfni, ne poseduju nikakav dalekosežni poredak u svom atomskom rasporedu. Proučavanje polimera kombinuje elemente hemijske i statističke termodinamike da bi dalo termodinamičke i mehaničke opise fizičkih svojstava.

## Literatura
- Eberhart, Mark (2003). Why Things Break: Understanding the World by the Way It Comes Apart. Harmony. ISBN 978-1-4000-4760-4.
- Gaskell, David R. (1995). Introduction to the Thermodynamics of Materials (4th изд.). Taylor and Francis Publishing. ISBN 978-1-56032-992-3.
- Gordon, James Edward (1984). The New Science of Strong Materials or Why You Don't Fall Through the Floor (eissue изд.). Princeton University Press. ISBN 978-0-691-02380-9.
- Matthews, F. L.; Rawlings, Rees D. (1999). Composite Materials: Engineering and Science. Woodhead Publishing. ISBN 978-0-8493-0621-1.
- Lewis, P. R.; Reynolds, K.; Gagg, C. (2003). Forensic Materials Engineering: Case Studies. Boca Raton: CRC Press.
- Wachtman, John B. (1996). Mechanical Properties of Ceramics. New York: Wiley-Interscience, John Wiley & Son's. ISBN 978-0-471-13316-2.
- Walker, P., ур. (1993). Chambers Dictionary of Materials Science and Technology. Chambers Publishing. ISBN 978-0-550-13249-9.
- [http://www.materialmoments.org/top100.html
- Burns, G.; Glazer, A. M. (1990). Space Groups for Scientists and Engineers (2nd изд.). Boston: Academic Press, Inc. ISBN 978-0-12-145761-7.
- Cullity, B.D. (1978). Elements of X-Ray Diffraction (2nd изд.). Reading, Massachusetts: Addison-Wesley Publishing Company. ISBN 978-0-534-55396-8.
- Giacovazzo, C; HL, Monaco;  . (1992). Fundamentals of Crystallography. Oxford: Oxford University Press. ISBN 978-0-19-855578-0.
- Green, D.J.; Hannink, R.; Swain, M. V. (1989). Transformation Toughening of Ceramics. Boca Raton: CRC Press. ISBN 978-0-8493-6594-2.
- Lovesey, S. W. (1984). Theory of Neutron Scattering from Condensed Matter; Volume 1: Neutron Scattering. Oxford: Clarendon Press. ISBN 978-0-19-852015-3.
- Lovesey, S. W. (1984). Theory of Neutron Scattering from Condensed Matter; Volume 2: Condensed Matter. Oxford: Clarendon Press. ISBN 978-0-19-852017-7.
- O'Keeffe, M.; Hyde, B. G. (1996). Crystal Structures; I. Patterns and Symmetry. Washington, DC: Mineralogical Society of America, Monograph Series. ISBN 978-0-939950-40-9.
- Squires, G.L. (1996). Introduction to the Theory of Thermal Neutron Scattering (2nd изд.). Mineola, New York: Dover Publications Inc. ISBN 978-0-486-69447-4.
- Young, R. A., ур. (1993). The Rietveld Method. Oxford: Oxford University Press & International Union of Crystallography. ISBN 978-0-19-855577-3.
- Ashby, Michael; Shercliff, Hugh; Cebon, David (2007). Materials: engineering, science, processing and design (1st изд.). Butterworth-Heinemann. ISBN 978-0-7506-8391-3.
- Askeland, Donald R.; Phulé, Pradeep P. (2005). The Science & Engineering of Materials (5th изд.). Thomson-Engineering. ISBN 978-0-534-55396-8.
- Callister, Jr., William D. (2000). Materials Science and Engineering – An Introduction (5th изд.). John Wiley and Sons. ISBN 978-0-471-32013-5.

## Spoljašnje veze
- Архивирано на веб-сајту  (6. новембар 2013)